# Даніель Ерель
Даніель Ерель (фр. Daniel Hérelle, нар. 17 жовтня 1988, Ніцца, Франція) — французький і мартинікійський футболіст, півзахисник національної збірної Мартиніки та клубу «Голден Ліон».

## Клубна кар'єра
У дорослому футболі дебютував 2005 року виступами за команду клубу «Клуб Францискен», в якій провів три сезони.
Своєю грою за цю команду привернув увагу представників тренерського штабу клубу «Самаритен», до складу якого приєднався 2008 року.
2010 року уклав контракт з клубом «Клуб Колоніаль», у складі якого провів наступні чотири роки своєї кар'єри гравця.
До складу клубу «Голден Лайон» приєднався 2014 року.

## Виступи за збірну
2006 року дебютував в офіційних матчах у складі національної збірної Мартиніки.
У складі збірної був учасником розіграшу Золотого кубка КОНКАКАФ 2013 року у США, розіграшу Золотого кубка КОНКАКАФ 2017 року в США.